# AKS-74U
AKS-74U(러시아어: АКС-74У), 혹은 5.45×39 접이식 단축 칼라시니코프 돌격소총(러시아어: 5,45×39 автомат Калашникова складной укороченный)은 1979년부터 생산된 소련의 돌격소총이다.
AKS-74U의 "U"는 "단축형"("Укороченный"/"Ukorochennyj")을 뜻하며, AKS-74의 단축형으로서 개발되었다.

## 개발
1973년, 완전 자동 소총을 도입하기 위한 디자인 대회가 실시되었다.
소련의 개발자들은 1969년에 피터 안드리비치 트카레프가 제작한, 1.9 kg밖에 나가지 않는 AO-46의 디자인에서 영감을 받았다.  TTT 세부 기준은 2.2kg이하의 무게, 개머리판이 접힌 때와 안 접힌 때의 길이가 45cm/75cm 이하여야 하며, 유효 사가리가 500m 이상이여야 했다. 대회는 칼라시니코프 (PP1), 스테츠킨 (TKB-0116), 시모노프 (AG-043), 콘스탄티노프 (AEK-958), 그리고 드라구노프 등이 참가했다. 칼라시니코프는 PP1과는 다른, 손전등과 소음 감소를 위해 개량된 총구를 가지고 있는 부가적인 디자인도 발표했다.

## 사용
1977년, GRAU는 AKS-74의 단축형이자, 경쟁 총기만큼의 성능이 있으며, 이미 있는 AK-74의 장비들을 이용해 비용을 절감하기로 약속했기에 칼라시니코프의 모델을 채택하기로 한다. 1977년 3월, 칼라시니코프의 모델을 이용한 대규모 실험을 트랜스캅카스 군관구의 공수부대가 수행했다. AKS-74U ("U"-укороченный; Ukorochenniy = "단축")은 1979년에 공식적으로 채택되었고, 인증을 받았다. GRAU에서 한정적으로 사용되었다. 소련 붕괴 후 1993년, 생산이 중단되었다.

## 특징
AKS-74U는 일반 소총과 돌격소총 사이의 전술적 차이를 메운다. 주로 특수부대, 공수 보병, 후방 지원 부대, 헬리콥터, 장갑차 승무원과 함께 사용하기 위한 것이었다. 러시아의 AK-105 카빈은 다양한 기관총으로 대체되었다.
AKS-74와 비교했을 때 소총의 소형화는 206.5mm의 짧은 배럴을 사용하여 달성되었다. 작동 메커니즘이 간략해짐으로 인해 분당 700-735발 정도로 발사 속도가 약간 상승하였다. 발사된 총알을 효과적으로 안정시키기 위해, AKS-74U의 총알 회전속도를 720.0m/s 이상으로 조정하기 위해, 200mm(1:7.87인치) 또는 37구경의 회전속도에서 160mm(1:6.3인치) 또는 29.6구경의 회전속도로 증가시켰다. 새 가스 블록은 총구 부스터가 있는 총구 단부에 설치되었는데, 총구 부스터는 부스터의 원통형 부분 내부에 내부 팽창 챔버를 특징으로 하고, 원뿔 단부는 배럴로부터 증가하는 양의 추진제 가스를 공급하여 가스 챔버 내부의 순 압력을 증가시키는 노즐 역할을 한다. 크롬 라이닝된 총구 부스터는 또한 남아있는 모든 추진제를 연소시키므로 총구 화염을 줄일 수 있다. 그러나, 부스터의 매우 짧은 배럴과 원뿔형 끝부분 때문에, 총구 화염은 그럼에도 불구하고 매우 크고 눈에 보인다. 총구 장치는 스프링이 장착된 디텐트 핀으로 가스 블록에 잠기고 플래시 히더 콘의 가장자리에 두 개의 평행한 노치를 절단하여 클리닝 로드를 사용하여 나사를 푸는 데 사용된다. 대부분의 칼라시니코프 모델과는 달리 배럴 아래에 세척 로드를 보관할 수 있는 장치가 없다. 전면 조준경은 가스 블록/전방 슬링 루프에 통합되었다.
또한 전방 사이트/가스 블록, 후방 사이트 구성이 결합되어 있기 때문에 보어 축 위의 시야 높이는 AK-74보다 약 3mm 높다. AKS-74U의 후면 조준경은 표준 슬라이딩 노치 접선 후면 조준경 대신 상단 커버에 U자형 플립 조준경으로 구성되어 있다. 이 후방 조준기는 "П" "постоянная" (상수)를 의미하는 350미터 전튜 영점 설정과 "4-5 (400-500m 거리에서 사격할 때 사용됨)와 같은 두 가지 설정이 있다. 후면 조준경은 리시버의 스프링 장착 상단 커버에 리벳으로 고정되는 반밀폐형 보호 인클로저에 장착된다. 이 상단 커버는 배럴 트러니언(일반 AK-74의 후면 사이트가 있는 곳에 걸려 있음)에 힌지로, 열었을 때 전방으로 회전하며, 가스 튜브 커버를 잠금 해제하는 데도 작동한다. 가스 튜브와 핸드 가드 모두 새로운 유형이며 AKS-74의 유사한 부품보다 더 넓고 짧다.
7N6 또는 7N10 탄약을 쓰는 AKS-74의 경우 350m 영점 설정은 시야를 기준으로 약 -5 ~ +42 cm 범위 내에서 명백한 "탄환 상승"을 제한한다. 병사들은 적의 목표물의 질량 중심(벨트 버클)에 조준을 맞추기만 하면 이 범위 내의 목표물을 향해 사격할 수 있다. 사거리 추정에서 어떠한 오류도 전술적으로 무관하며, 잘 조준된 사격은 적군의 몸통을 명중시킬 수 있기 때문이다.

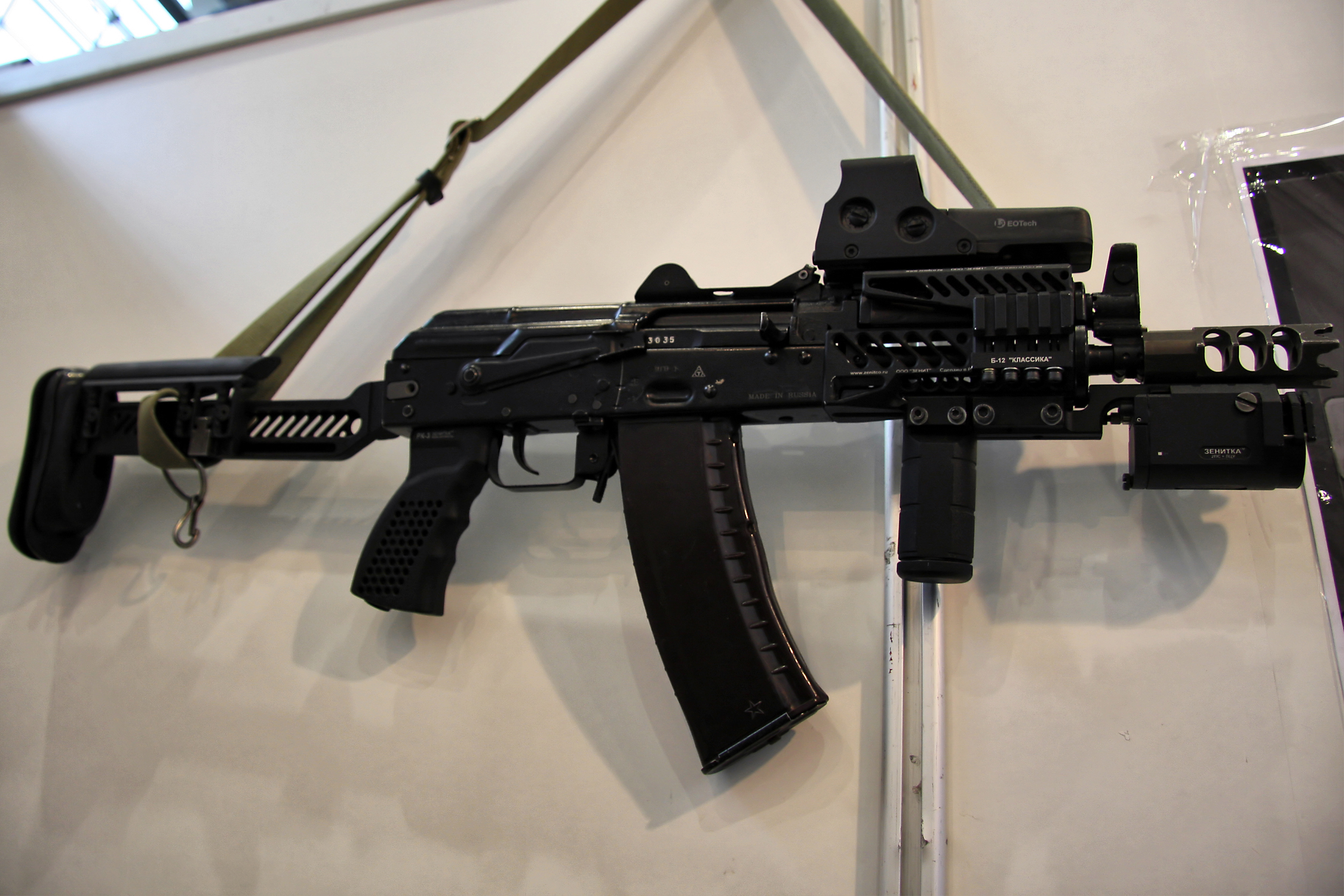
다양한 제니코 부착물이 장착된 AKS-74U.

AKS-74U는 AKS-74보다 좁은 공간에서 훨씬 더 기동성이 좋으나, 총구 속도가 735m/s로 크게 떨어지면서 유효 사거리가 100m나 줄어들어 400m가 되었다. AKS-74U는 총검이나 표준 유탄발사기를 장착할 수 없다. 그러나 소형화된 30mm 유탄 발사기는 고폭 이중 목적(HEDP) 유탄을 발사하는 플랫폼용으로 AKS-74U를 위해 개발되었다. BS-1을 위한 수류탄은 분리 가능한 탄창을 통해 유탄 발사기에 삽입되는 특수 공포탄에 의해 발사된다. AKS-74U는 즈매쉬보단 툴라 조병창에서 대부분 생산되었다. AKS-74U를 위해 생산된 일부 부속품들은 플라스틱 허벅지 홀스터와 (표준보다 짧은) 20발 들이 AK-74 타입 탄창을 포함한다. 이는 표준 35mm AK 슬링과는 다른 25mm 폭 슬링을 사용한다. AKS-74U는 검은색의 유리로 채워진 폴리아미드로 만들어진 현대화된 합성 가구를 특징으로 하는 버전에도 존재한다. AKS-74U는 현재 러시아 군대에서 제한적으로 사용되고 있는 OTs-14 Groza 불펍 카빈과 제파드 계열의 다구경 기관총(시제품 단계에서 진화한 것은 없음)을 포함한 몇몇 다른 독특한 무기들의 기초로 사용되었다.

## 별명
미국에서는 AKS-74U를 크린코프라고 부른다. 이 용어의 기원은 불확실하다. 이 이름은 AKS-74U로 무장한 소련 고위 장교를 포로로 잡은 무자헤딘의 이름에서 따왔다는 가설이 나돌았다. 그러나 패트릭 스위니의 조사는 이 가설을 입증하지 못했는데, 비슷한 이름을 가진 소련 장교가 아프가니스탄에서 잡히지 않았기 때문이다. 미국 언론인 C. J. 치버스는 오사마 빈 라덴이 2016년 Research by the Firewall Blog 옆에 찍힌 후 지하디스트 서클에서 "오사마"라는 별명이 붙었다고 보도했다. 2016년에 출판된 The Firearm Blog의 연구에 따르면 "Krinkov"라는 이름은 무자헤딘에 대한 설명과 함께 미국에 들어온 파슈툰족이 만든 것이라고 하였다.

## 무게
AKS-74U는 대략 85g 정도 나토 XM177보다 가볍고, 개머리판을 접으면 26cm 정도 짧아진다. AKS-74U가 현대에서도 개머리판을 접은 채 숨길 수 있고 IIIa 소프트 방탄조끼를 쉽게 이길 수 있다는 점을 생각해볼때, 이 총은 1970년대에 개발되었음에도 불구하고 현대 개인 방어용 화기의 역할을 할 수 있다.

#### AKS-74UB
AKS-74UB("B" : бесшумный; Besshumniy = "조용한") 은 PBS-4 소음기(러시아 5.45×39mm 아음속 탄과도 쓰이는)와 쓰이는 AKS-74U의 소음기 버전이다.

## 같이 보기
- AK-47
- AK-74
- 돌격소총
- 칼라시니코프